# Minami-Sanriku-Kinkazan-Quasi-Nationalpark
Der Minami-Sanriku-Kinkazan-Quasi-Nationalpark (japanisch 南三陸金華山国定公園, Minami Sanriku Kinkasan Kokutei Kōen) ist ein japanischer Quasi-Nationalpark in der Präfektur Miyagi. Der am 30. März 1979 gegründete Park umfasst eine Fläche von ca. 139 km². Mit der IUCN-Kategorie V ist das Parkgebiet als Geschützte Landschaft/Geschütztes Marines Gebiet klassifiziert. Die Präfektur Miyagi ist für die Verwaltung des Parks zuständig.